# Reserva natural de Gorgany
La reserva natural de Gorgany (en ucraniano: Ґорґани заповідник) es una reserva natural estricta (un 'zapovédnik') de Ucrania que cubre una parte de la cordillera de Gorgany de los Cárpatos orientales exteriores en el suroeste de Ucrania. La reserva está formada por un 46 % de bosque primario, uno de los últimos y más grandes de Europa. Originalmente se creó en 1996 para proteger los rodales reliquia de pino cembro (Pinus cembra). La reserva se encuentra en el distrito administrativo (raión) de Nadvirna del óblast de Ivano-Frankivsk.

## Topografía

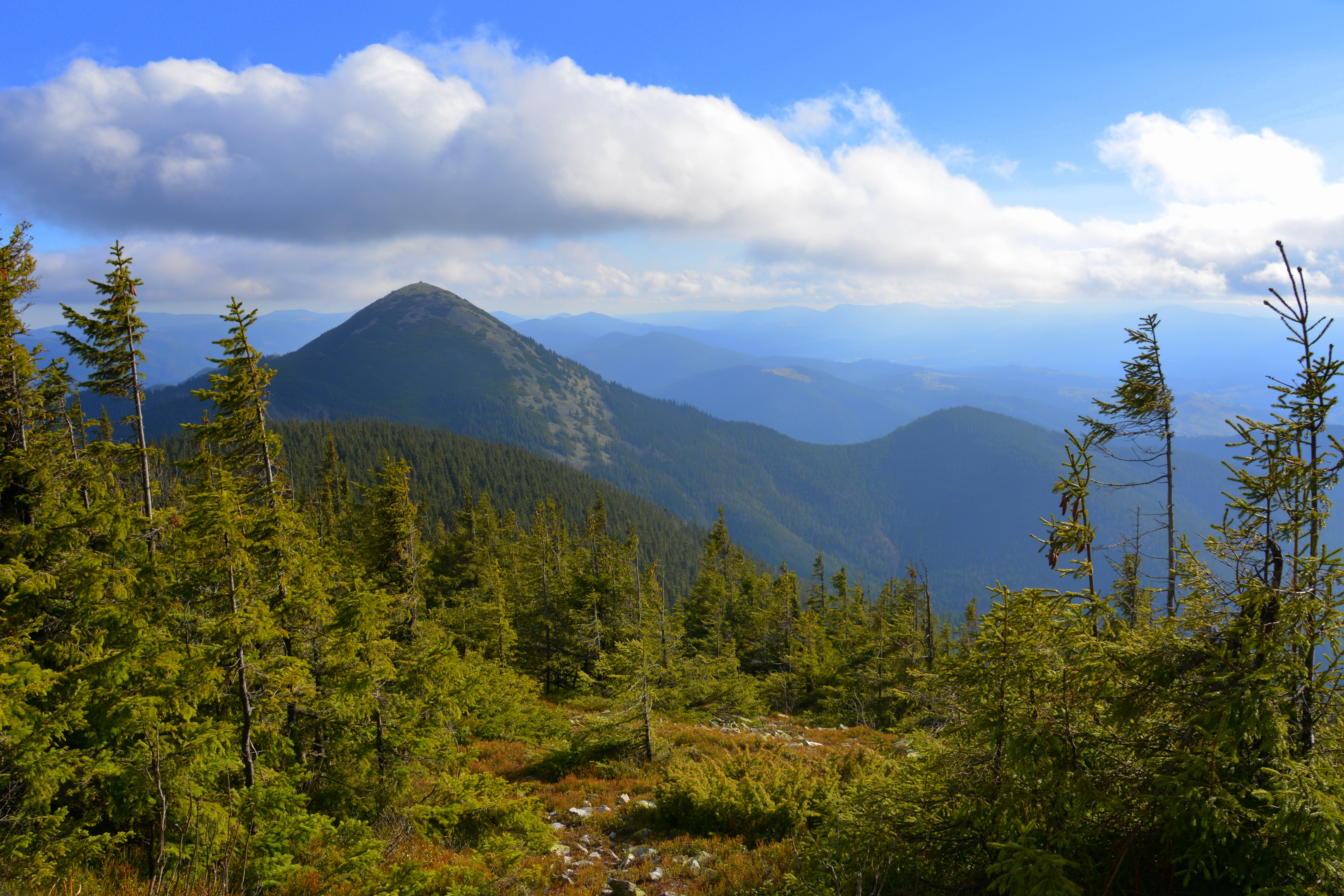
Paisaje forestal en Gorgany

La cordillera de Gorgany está en su mayoría formada por roca sedimentaria de capas fuertes (un tipo llamado flysch), que se fractura en campos de escombros conocidos localmente como «gorgan». Se representa el rango vertical completo de los Cárpatos centrales, con altitudes en el parque que van desde los 710 hasta los 1754 metros sobre el nivel del mar.
La cordillera se extiende de noroeste a sureste, sobre conglomerados, areniscas, arcillas y margas del Cretácico y Cuaternario. Hay treinta arroyos de montaña en el parque, formando una densa red de cursos de agua que desemboca en el río Bystrytsia. El paisaje escarpado, formado en la glaciación Würm, está cubierto de bosques de coníferas.

## Clima y ecoregión
El clima de Gorgany en la zona donde se sitúa la reserva es Clima continental húmedo, con veranos cálido (clasificación climática de Köppen (Dfb)). Este clima se caracteriza por grandes diferencias estacionales de temperatura y un verano cálido (al menos cuatro meses con un promedio de más de 10 °C (50,0 °F), pero ningún mes con un promedio de más de 22 °C (71,6 °F). La temperatura promedio en enero es −7,6 °C (18,3 °F) y en julio es 16,4 °C (61,5 °F). La precipitación media anual es de 853-1007 milímetros (33,6-39,6 plg) y la humedad media anual es del 78 %.

## Flora y fauna
El 76 % del territorio de la reserva está formado por bosque natural estable que ha crecido espontáneamente, lo que demuestra la sustentabilidad del lugar a través del ciclo forestal completo. El 46 % del área total es bosque virgen (antiguo), con un total de más de 2110 hectáreas (8,1 mi²).
Los árboles dominantes en los rodales maduros son el abeto y el pino. Los pinos reliquia (pino europeo, común y de montaña) se descomponen para producir el suelo que sostiene los bosques sucesores de abetos y hayas más productivos. Las elevaciones más bajas está cubiertas por bosques mixtos de hoja caduca y coníferas. Las plantas no arbóreas más numerosas son las herbáceas perennes, con relativamente menos arbustos (arándanos, brezos, arándanos rojos, etc.). Las principales zonas de altitud son:
- Valle del arroyo - bosque mixto.
- Zona templada y fresca (770-1200 m s. n. m.) - bosque de abetos
- Zona térmica moderadamente fría (1200-1600 m s. n. m.) - bosque puro de abetos y cedros-abetos
- Zona subalpina (alrededor de 1600 m s. n. m.) - arbustos de pino y rocas cubiertas de musgo y líquenes.[6]

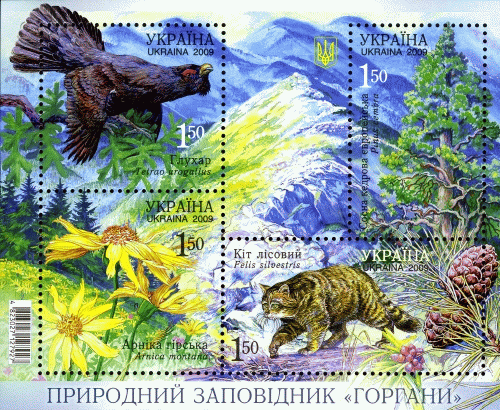
Sello ucraniano de 2009 que conmemora la Reserva natural de Gorgany

Más abajo, en las terrazas inferiores formadas por los cursos de los arroyos, hay alisos moteados (Alnus incana), con una cubierta de hierba con petasita blanca (Petasites albus), reina de los prados (Filipendula ulmaria), cola de caballo de los pantanos (Equisetum palustre), caléndula acuática (Caltha palustris) y berro amargo con hojas (Cardamine impatiens).
Los científicos han mapeado la reserva en diecisiete tipos diferentes de bosques característicos, la gran diversidad debido a la zonificación de la altitud, las diferencias del suelo, las diferencias del microclima y otros factores hacen de la reserva una referencia valiosa para los ecosistemas naturales de la región de los Cárpatos.

## Uso público
Como reserva natural estricta, el objetivo principal de la reserva de Gorgany es la protección de la naturaleza y el estudio científico. El acceso público esta por lo tanto limitado y la recreación masiva y la construcción de instalaciones están prohibidas, al igual que la caza y la pesca.